# Anuraeopsis fissa
Anuraeopsis fissa är en hjuldjursart som beskrevs av Gosse 1851. Anuraeopsis fissa ingår i släktet Anuraeopsis och familjen Brachionidae. Arten är reproducerande i Sverige.

## Underarter
Arten delas in i följande underarter:
- A. f. beauchampi
- A. f. donghuensis
- A. f. fissa
- A. f. haueri
- A. f. neali
- A. f. pseudonavicula